# Air Liquide
Air Liquide - раніше L'Air liquide - французька промислова група міжнародного масштабу, що спеціалізується на промислових газах, тобто газах для промисловості, охорони здоров'я, навколишнього середовища та досліджень. Вона присутня у вісімдесяти країнах світу і обслуговує понад 3,6 мільйонів клієнтів та пацієнтів. Air Liquide Group котирується на Паризькій фондовій біржі та входить до індексів CAC 40, Euro Stoxx 50 та FTSE4Good.